# Hélène Gichohi
Helen Wanjiru Gichohi est une écologiste kényane qui a été présidente de l'African Wildlife Foundation (AWF) de 2007 à 2013.

## Biographie
Helen Gichohi naît dans une communauté agricole du centre du Kenya. Elle obtient un baccalauréat ès sciences en zoologie de l'Université Kenyatta et une maîtrise ès sciences en biologie de la conservation de l'Université de Nairobi. Elle va à l'Université de Leicester, où elle obtient un doctorat en écologie. Alors qu'elle travaille pour son doctorat, Helen étudie l'effet du brûlage contrôlé sur les zones de pâturage de la faune dans le parc national de Nairobi. Sa conclusion est que, bien géré, le feu pouvait être utile pour maintenir une savane ouverte qui fournit de la nourriture à la faune. Elle dit qu'elle s'était tournée vers l'écologie, en partie parce qu'elle préférait de loin travailler à l'extérieur qu'à l'intérieur dans un laboratoire.

## Carrière
En 1990, alors qu'elle est chercheuse à Wildlife Conservation International (WCI), Helen Gichohi prépare une déclaration d'impact environnemental sur une zone commerciale d'exportation pour le gouvernement kenyan. Elle devient directrice de l'African Conservation Center (ACC), soutenu par la Wildlife Conservation Society. En 1998, elle est nommée à un groupe de cinq personnes pour conseiller le président américain Bill Clinton sur les problèmes environnementaux en Afrique. Elle a rejoint l'African Wildlife Foundation en février 2001 en tant que directrice du programme African Heartlands et en février 2002, elle est nommée vice-présidente du programme.  En janvier 2006, le président du Kenya lui décerne le prix de l'Ordre du grand guerrier du Kenya en reconnaissance de sa contribution à la conservation.[réf. nécessaire]
En janvier 2007, le conseil d'administration l'élit présidente de l'AWF. Elle siège également au conseil d'administration du Kenya Wildlife Service. Helen Gichohi apparaît comme conférencière experte dans le film primé de 2009 Milking the Rhino. Depuis 2011, elle est membre du comité consultatif local au Kenya du Global Give Back Circle. Elle est membre du conseil d'administration du Kenya Land Conservation Trust et de Beads for Education, une organisation à but non lucratif qui aide les mères à gagner de l'argent pour envoyer leurs filles à l'école,. Elle est membre du conseil d'administration d'Equity Bank Kenya, qui a commencé comme une société de construction, est devenue plus tard une institution de microfinance, puis une banque commerciale à part entière.